# 워킹 포 피너츠
워킹 포 피너츠(Working for Peanuts)는 미국에서 제작된 잭 해나 감독의 1953년 애니메이션, 코미디, 가족 영화이다.

## 출연
- 도널드 덕: 클레런스 내쉬
- 칩: 지미 맥도널드
- 데일: 데시 플린